# Mò Nam Bộ
Ngọc nữ Nam Bộ hay mò Nam Bộ (danh pháp Clerodendrum cochinchinense) là một loài thực vật có hoa trong họ Hoa môi. Loài này được Dop mô tả khoa học đầu tiên năm 1920.